# Upper Beeding
Pour les articles homonymes, voir Beeding.
Upper Beeding est un village et une paroisse civile situé dans le district de Horsham, dans le Sussex de l'Ouest dans le Sud de l'Angleterre.
Il se trouve au bord du fleuve Adur, dans la région des South Downs.

## Source
- (en) Cet article est partiellement ou en totalité issu de l’article de Wikipédia en anglais intitulé « Upper Beeding » (voir la liste des auteurs).